# 石武
石武，又作石虎，五胡十六国时期前赵将领，休屠胡（屠各胡）人。
石武原为休屠王。322年（东晋永昌元年、前赵光初五年），率领桑城（今甘肃省狄道县南）归降前赵皇帝刘曜，被封为都督秦州陇上杂夷诸军事、平西大将军、秦州刺史，酒泉王。323年（东晋太宁元年、前赵光初五年），晋朝将领在陈安南安攻打前赵将领刘贡，石武引兵攻打上邽，来解南安之围，在瓜田与陈安作战，因寡不敌众，逃到张春故垒据守，后与刘贵合兵，击败陈安，使他逃奔陇城。